# Celso Pereira de Almeida
Celso Pereira de Almeida, O.P. (Santa Cruz do Rio Pardo, 7 de Março de 1928 - Goiânia, 11 de Maio de 2014), foi um sacerdote dominicano católico brasileiro, Bispo emérito da Diocese de Itumbiara.
Em 2009 a Câmara Municipal de Goiânia lhe concedeu o título honorífico de Cidadão Goianiense.